# بونيفاس الثالث
البابا بونيفاس الثالث (باللاتينية: Bonifacius III) هو بابا الكنيسة الكاثوليكية في الفترة من 19 فبراير 607 إلى 12 نوفمبر من العام ذاته. ورغم قصر مدة بابويتة إلا أنه أسهم بإسهامات بارزة في تنظيم الكنيسة الكاثوليكية.
ولد بونيفاس لأب روماني من أصول إغريقية يدعى يوحنا كاتاديوتشي، وأثناء عمله شماسًا بالكنيسة، استرعى انتباه البابا غريغوري الأول، الذي وصفه بأنه رجل «ذو إيمان وخصال مجرَّبين»، واختاره سفيرًا فوق العادة في بلاط القسطنطينية سنة 603، وقد كانت فترة عمله بالقسطنطينية هذه محطة بارزة في حياته أثرت فيما بعد في بابويته التي كانت قصيرة وحافلة في آن واحد.